# Lepanthes interiorubra
Lepanthes interiorubra là một loài thực vật có hoa trong họ Lan. Loài này được Hespenh. mô tả khoa học đầu tiên năm 1968.